# Tjanenheb
Tjanenheb (auch Djenhebu oder Zennebibou) war ein hoher altägyptischer Beamter vom Ende der 26. Dynastie. Er trug die Titel Vorsteher der Flotte des Königs und Vorsteher der Schreiber der Djadjat.
Tjanenheb ist vor allem durch sein Grab in Sakkara bekannt. Es besteht aus einem gigantischen Schacht an dessen unterem Ende sich die Grabkammer befindet. Wegen des nachrutschenden Wüstensandes mussten potentielle Grabräuber den ganzen Schacht leeren, um an die Grabkammer zu gelangen. Dies geschah nie und die Bestattung fand sich unberaubt. Tjanenheb lag in einem menschenförmigen (anthropoiden) Sarkophag. Seine Mumie war mit diversen goldenen Amuletten geschmückt. Viele dieser Amulette stellen sonst nicht bezeugte Typen dar. Über dem Gesicht trug die Mumie eine goldene Maske und der Körper war in ein Perlennetz gehüllt. Als Beigaben im Grab fanden sich 401 Uschebtis, Stäbe, Bootsmodelle und ein hölzernes Imiut.
Die Grabanlage ist heute zur Besichtigung freigegeben und wird mit zwei anderen Anlagen (unrichtig) als Perserschächte bezeichnet.